# Świnia domowa
Świnia domowa (Sus domesticus) – gatunek udomowionego ssaka parzystokopytnego z podrodziny świń (Suinae) w obrębie rodziny świniowatych (Suidae); udomowienie nastąpiło między VII a VI tysiącleciem p.n.e. Dostarcza hodowcom mięsa, tłuszczu, skóry, podrobów, szczeciny.

## Udomowienie
Świnia domowa pochodzi od dzika, którego udomowienie nastąpiło przed ok. 7 tys. lat w Azji, a następnie w Europie. Według innych badaczy domestykacja tego gatunku nastąpiła znacznie wcześniej – już 12 700 – 13 000 lat p.n.e., a miało to miejsce w dorzeczu Eufratu i Tygrysu (późniejsza Mezopotamia).
Za przodków świń uważa się podgatunki dzika euroazjatyckiego (Sus scrofa): Sus scrofa scrofa, który występował w Europie i północnej Afryce oraz azjatyckie Sus scrofa cristatus i Sus scrofa vittatus. Archeolodzy z Durham University w Wielkiej Brytanii twierdzą, że pierwsze świnie przywędrowały do Europy ze Bliskiego Wschodu wraz z rolnikami z epoki kamiennej, 6800-4000 lat temu, a dopiero po ich przybyciu rozpoczął się proces udomowiania dzika.
W stosunkowo długim procesie udomowienia, a później uszlachetniania zasadniczo zmienił się pokrój świń. Współczesna świnia zdecydowanie różni się proporcjami ciała od swoich dzikich przodków oraz ras prymitywnych. Zwierzęta te przystosowały się do warunków bytowania stworzonych im przez człowieka. Nocny tryb życia zamienił się na dzienny, zdecydowanie zmienił się także rozród – w stosunku do dzikiego przodka, u którego występował tylko jeden okres rozrodu przypadający na grudzień, u świni współczesnej występują w miarę regularne cykle płciowe (rujowe) trwające zwykle 21 dni charakteryzujące się u loch gotowością do rozrodu w jednym dniu cyklu i popędem w tym dniu oraz ciągłym popędem płciowym u knurów.
Po wielu badaniach naukowych i obserwacjach stwierdzono, że świnia domowa wykazuje się dużą inteligencją.

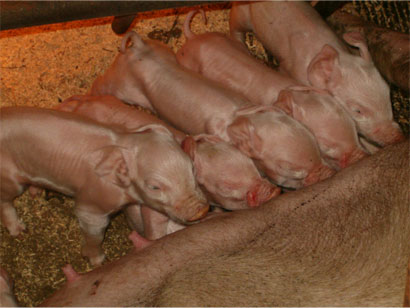
Prosięta świni domowej

## Nazewnictwozootechniczneposzczególnych grup trzody chlewnej
- knur – samiec świni domowej zdolny do użytkowania rozpłodowego;
- locha (maciora) – dorosła samica świni domowej użytkowana rozpłodowo;
- locha prośna (ciężarna) – samica bez powtarzającej się rui, później z zewnętrznymi oznakami ciąży;
- locha luźna (jałowa) – samica po zakończonym okresie karmienia prosiąt, przed nowym zapłodnieniem;
- locha karmiąca – samica po wyproszeniu odchowująca prosięta do czasu ich odsadzenia;
- locha użytkowa – dorosła samica użytkowana w kierunku wykorzystania zdolności do rozmnażania;
- locha zarodowa – samica świni wpisana do ksiąg zwierząt zarodowych, użytkowana w kierunku wykorzystania zdolności do przekazywania cennych cech potomstwu;
- prosię – młoda świnia w wieku od urodzenia do 12. tygodnia życia;
- prosię ssące – młoda świnia w wieku od urodzenia do odsadzenia od matki (w wieku 4-8 tygodni);
- prosię odsadzone – młoda świnia po odłączeniu od maciory w wieku 12 tygodni;
- warchlak – młoda świnia w wieku 12-18 tygodni, o masie ciała 25–45 kg;
- knurek hodowlany – młody samiec wyselekcjonowany i przeznaczony do hodowli w wieku 4-8 miesięcy;
- tucznik – świnia od 4. miesiąca życia tuczona do określonej masy ciała (w zależności od rodzaju tuczu) następnie przeznaczana na ubój;
- wieprz – osobnik płci męskiej wykastrowany i przeznaczony na tucz;
- wieprzek – wykastrowany knurek (nieużytkowany rozpłodowo).

## Zootechniczna terminologia części ciała
- głowa z szyją
  - uszy, oczy, ryj, tarcza ryjowa, policzek, żuchwa, kark, podgardle
- tułów
  - część przednia – kłąb, łopatka, ramię (szynka przednia)
  - część środkowa – grzbiet, lędźwie, ożebrowanie (bok, żebra), mostek, brzuch, podbrzusze, wymię z sutkami (locha) lub puzdro (knur)
  - część tylna – krzyż, biodro, szynka, ogon, pachwina
- nogi
  - przednia noga: podramię, napiąstek, nadpęcie, staw pęcinowy, pęcina, racice, raciczki,
  - tylna noga: goleń (golonka), staw skokowy z piętą, nadpęcie, staw pęcinowy, pęcina, racice, raciczki

## Anatomia i biologia świni
W organizmie świni wyróżnia się następujące układy narządów:
- zespół narządów ruchu,
- powłoka wspólna,
- zespół narządów trawiennych,
- zespół narządów oddechowych,
- zespół narządów moczowo-płciowych,
- układ krążenia wraz z gruczołami dokrewnymi,
- układ nerwowy wraz z narządami zmysłów.

Normalna temperatura ciała zdrowej świni wynosi około 37,2 °C. Świnie posiadają gruczoły potowe. Kolorowy atlas weterynaryjnej histologii podaje, że gruczoły nadgarstka świń składają się z masy ekrynowych gruczołów potowych. Przez długi czas przewód gruczołów potowych u świń był porównywany do krów, owiec i kóz. U świń w okolicach pyska są owe gruczoły potowe małe i zbite, a w okolicach karku duże. Są one umiejscowione głęboko w skórze. Skóra u świń odgrywa ważną rolę w regulacji temperatury. Podskórny tłuszcz w jej dolnych warstwach działa jak magazyn energii a jej funkcja termoregulacyjna częściowo zależy od wzrostu gęstej tkanki tłuszczowej i gruczołów potowych. Ciąża u świń trwa około 112-114 dni (3 miesiące, 3 tygodnie i 3 dni), laktacja 21-56 dni. W jednym miocie może być 8-14 prosiąt. Świnia już w wieku 6 miesięcy może osiągnąć wagę użytkową (z punktu widzenia potrzeb człowieka: może być przeznaczona na ubój), tj. ponad 100 kg. Dorosłe samce (knury) niektórych odmian ważyć mogą do ponad 350 kg i osiągać wysokość ponad 90 cm, natomiast samice – lochy – bywają o kilkadziesiąt kilogramów lżejsze i kilkanaście centymetrów niższe. Świnia może żyć, jeśli nie zostanie przeznaczona na ubój, do około 12 lat.

## Typy użytkowe świń
- Typ smalcowy
- Typ słoninowy (świnie rosną wolno i dojrzewają późno. Ważą od 80 do 100 kg. Grzbiet zapadnięty, tułów długi. Mięso dobrej jakości)
- Typ tłuszczowo-mięsny (świnie rosną szybko, dojrzewają wcześnie. Dojrzałość osiągają w wieku 2-2,5 lat. Tułów krótki i szeroki, ryj krótki)
- Typ mięsny (świnie rosną szybko i dojrzewają późno. Dojrzałość osiągają w wieku 3,5-4 lat. Tułów długi i szeroki np. Hampshire, Durok, Pietrain)

W krajach wysokorozwiniętych największą rolę odgrywają świnie typu mięsnego.

## Świnia jako zwierzę towarzyszące
Świnie bywają też trzymane jako zwierzęta domowe. Zazwyczaj w tej roli występują świnie ras miniaturowych, zdarzają się jednak również osobniki pełnowymiarowe.

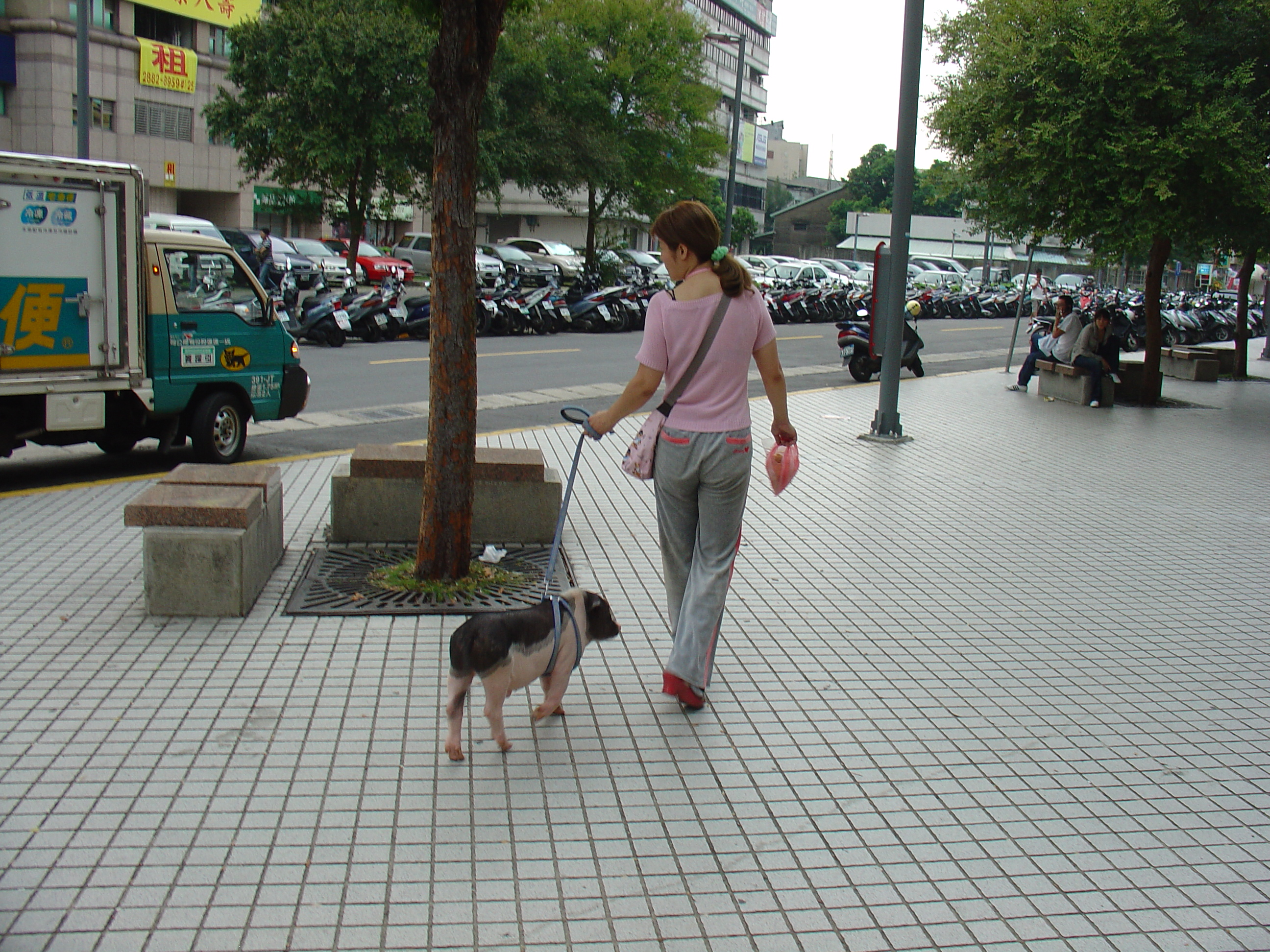
Świnia prowadzona na smyczy na Tajwanie

## Zalety świń jako zwierząt gospodarczych
- wszystkożerność
- szybkie tempo wzrostu
- szybkie dojrzewanie płciowe
- wysoka wydajność rzeźna
- wysoka mięsność
- wykorzystanie w medycynie ludzkiej  przez podobieństwo fizjologiczne
- wysoka wartość odżywcza wieprzowiny

## Świnie jako dawcy narządów do transplantacji u ludzi
Z powodu stale zmniejszającej się liczby organów do przeszczepów naukowcy szukają alternatyw dla ludzkich narządów. Jedną z możliwości jest ksenotransplantacja. Jest to metoda polegająca na wszczepianiu ludziom narządów pochodzących od zwierząt. Najlepiej nadającym się do tego gatunkiem okazała się być świnia domowa. Za wyborem świni przemawia przede wszystkim fakt, że posiada ona niemal identyczne z ludzkimi rozmiary narządów. Jest ona również bardzo płodna oraz łatwa w utrzymaniu. Zaletą tych zwierząt jest także to, że łatwo można u nich przeprowadzać modyfikacje genetyczne. Poważnym problemem jest reakcja nadostrego odrzucania przeszczepów spowodowana wysoką niezgodnością tkankową pomiędzy człowiekiem a świnią domową. Transplantacje niemal natychmiast po operacji zostają odrzucone. Istnieje również wysokie ryzyko zarażenia się od nich utajonymi retrowirusami (PERV).
Pomimo wielu korzyści płynących z takich przeszczepów ich ryzyko nie jest do końca poznane.

## Wirusowe choroby trzody chlewnej
1. Afrykański pomór świń
2. Pomór klasyczny
3. Pryszczyca
4. Choroba cieszyńska
5. Choroba Aujeszkiego (ADV)
6. Zespół rozrodczo-oddechowy świń (PRRS)
7. Zakażenia parwowirusem
8. Zespół SMEDI
9. Rotawirusy
10. Koronawirusowe zakażenia
11. Gruźlica
12. Choroba Glassera
13. Smoleń[66]
14. Parwowirus (PPV)
15. Wirus grypy świń (SIV)
16. Cirkowirus świń typu 2 (PCV2)
17. Enterowirusy
18. Wirus zapalenia mózgu i mięśnia sercowego (EMCV)
19. Cytomegalowirusy
20. Wirus klasycznego pomoru świń (CSFV).

### Drogi zakażenia zarodka infekcjami wirusowymi
1. drogą krwionośną, przez łożysko
- wirus może namnażać się w łożysku, by następnie atakować tkanki płodu
- wirus może przechodzić bezpośrednio przez łożysko
- drogą zakażonych wirusem leukocytów

2. przez kanał szyjki macicy
3. infekcja komórki

#### Sposoby przenoszenia
1. doustne
2. śródmaciczne
3. poprzez nasienie zakażonych knurów
4. kontakt pomiędzy zakażonymi i wrażliwymi osobnikami (główna droga infekcji)

### Miejsce namnażania i atak płodu
1. w łożysku
2. tkanki poronionego płodu
3. może namnażać się w komórkach stem-like nabłonka sznura pępowinowego – droga przejścia choroby do płodu
4. może namnażać się w macicy i przedostawać się do narządów limfatycznych i krwi i tak doprowadzać do zakażenia płodu.

## Bakteryjne choroby trzody chlewnej
1. Leptospira spp.
2. Brucella suis
3. Włoskowiec różycy[67]

## Najczęstsze objawy chorobowe u ciężarnych loch
Wiele z chorób zarówno wirusowych jak i bakteryjnych, cechują bardzo podobne objawy. Najczęściej są to:
1. resorpcja płodów
2. rodzenie się zmumifikowanych lub martwych prosiąt
3. rodzenie przed terminem
4. rodzenie osłabionych prosiąt
5. regularne lub nieregularne ruje
6. zmniejszenie liczby prosiąt w miocie
7. rodzenie osłabionych i mało żywotnych prosiąt
8. wypływy z pochwy
9. wzrost wewnętrznej  ciepłoty ciała
10. obniżenie, utrata rozpłodowości
11. zapalenie i obrzęk stawów
12. utrudniona możliwość zajścia w kolejną ciążę
13. defekty w rozwoju prosiąt
14. ronienia

Ronienia są najprawdopodobniej wynikiem reakcji na uogólniony stan zapalny, aktywację cytokin prozapalnych, zaburzenia hormonalne, uwalnianie kortykoidów i prostaglandyn. Objawy zależą od okresu ciąży. Im później dojdzie do infekcji, tym większa szansa na przeżycie zwierząt.

## Płodność i rozród

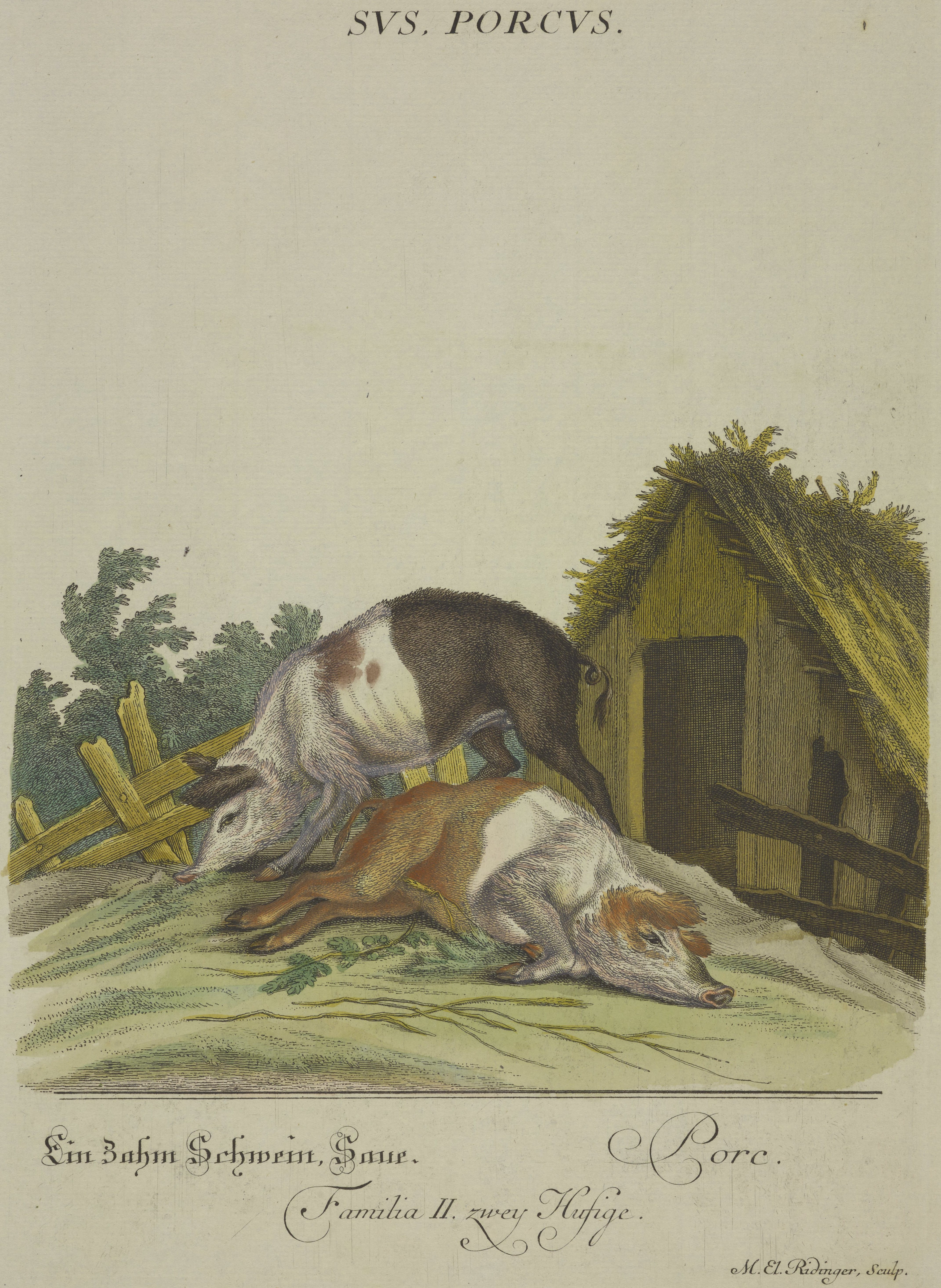
Świnia domowa, akwaforta M.E. Ridingera (1767)

Świnia domowa to jedno z najpłodniejszych zwierząt występujących na gospodarstwach domowych. Jej rozród w dużym stopniu zależy od człowieka, a przede wszystkim od jego kontroli i sterowania populacją. U samców świni domowej najlepsze ejakulaty uzyskuje się w miesiącach jesienno-zimowych (listopad, grudzień), czyli ejakulaty o największej objętości i liczbie plemników oraz o dużym odsetku ruchliwych plemników. Obserwuje się też wtedy maksymalną ilość testosteronu we krwi. Jednym z większych zagrożeń w rozrodzie świni domowej są liczne choroby zakaźne i niezakaźne, ograniczające, lub upośledzające rozwój płodu. Najczęściej są to wirusowe infekcje ciężarnych loch.

## Rasy świni domowej
Niektóre rasy świń: berkshire, duroc, pietrain, hampshire, tamworth, kunekune, poland china, wietnamska zwisłobrzucha (Vietnamese potbellied).

### Rasy świni domowej w Polsce
Tradycyjnie hodowano w Polsce świnie rasy polskiej białej zwisłouchej i innych o lokalnym znaczeniu. Rasy te mają mały udział mięsa w tuszy, dlatego obecnie w tuczu wielkotowarowym świnie przeznaczane na rzeź są zazwyczaj pierwszym pokoleniem mieszania linii matecznej i ojcowskiej. Tylko dla takich mieszańców uzyskuje się odpowiedni materiał mięsny oraz niskie koszty produkcji.
W liniach matecznych używa się głównie ras: polska biała zwisłoucha (pbz) oraz wielka biała polska (wbp).
W liniach ojcowskich używa się ras: pietrain, duroc, hampshire oraz linia 990.
Hoduje się też stare polskie rasy jako tzw. bank materiału genetycznego: złotnicka biała i pstra oraz puławska.

### Występowanie świni domowej w Polsce
Największe pogłowie trzody chlewnej jest skoncentrowane w województwie wielkopolskim. Pogłowie świni domowej w województwach pomorskim, kujawsko-pomorskim, łódzkim, mazowieckim i lubelskim, osiąga wartości powyżej 0,5 mln sztuk w każdym z nich. Najsłabiej pod względem ilości sztuk oraz zagęszczenia trzody chlewnej wypadają zachodnie oraz południowe województwa. Z kolei największym zagęszczeniem odznacza się województwo wielkopolskie, a następnie województwa łódzkie, kujawsko-pomorskie, opolskie i pomorskie. 

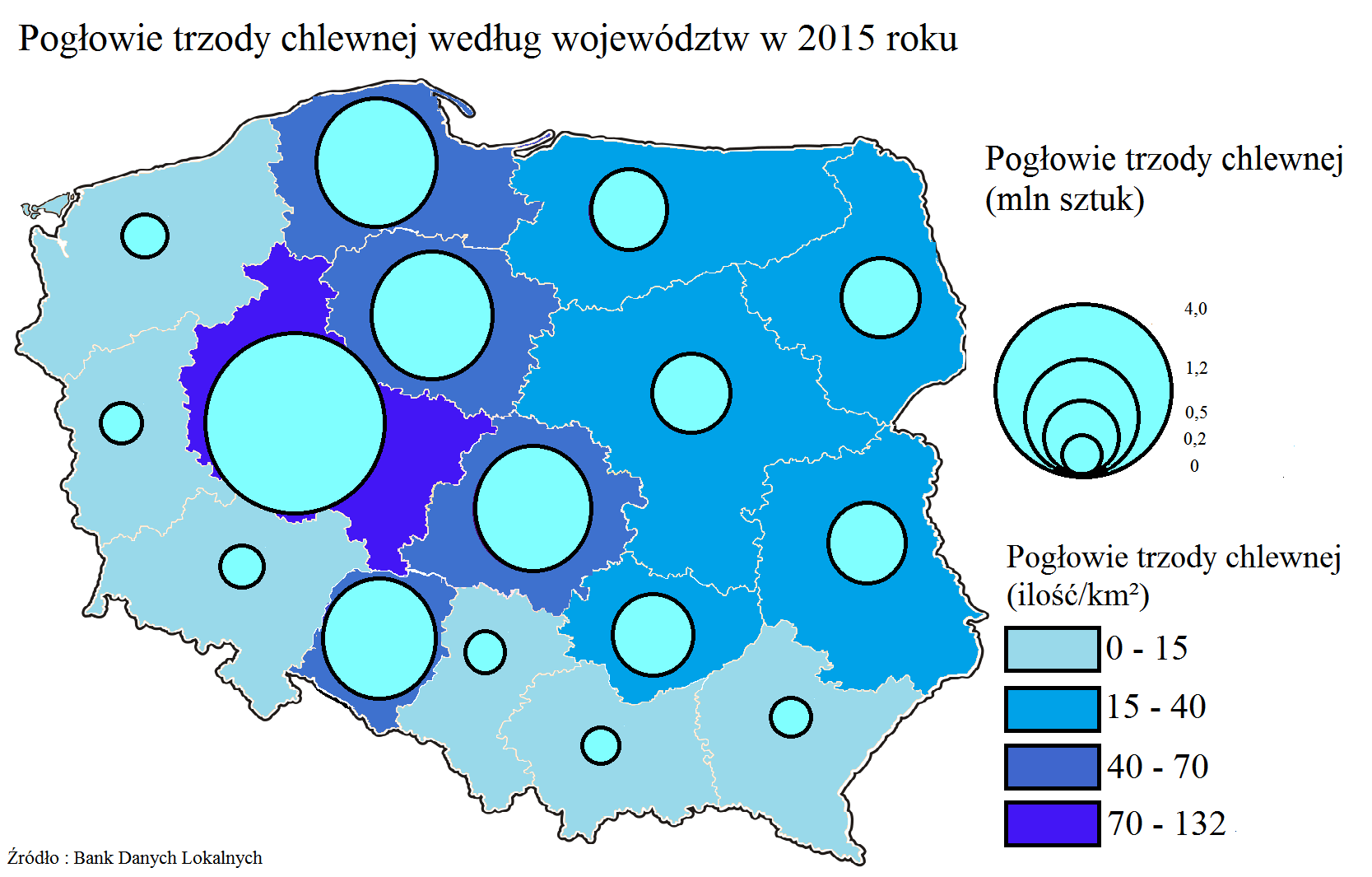
Rozmieszczenie hodowli trzody chlewnej w Polsce
https://bdl.stat.gov.pl/BDL/start